# Sidonius Apollinaris
Gaius Sollius Modestus Sidonius Apollinaris (* 5. November 431 oder 432 in Lyon; † nach 479 in Clermont-Ferrand) war ein hoher gallorömischer Aristokrat, dessen Leben und Beziehungen ihn in die Mitte der weströmischen Politik des 5. Jahrhunderts setzten. Seine politische Karriere gipfelte 468 in der Stadtpräfektur von Rom, danach war er bis zu seinem Tod Bischof in der Auvergne. Seine Schriften sind von hoher literarischer Qualität und darüber hinaus eine wichtige Quelle für die Geschichte Galliens in der Spätantike. Er wird in der römisch-katholischen Kirche als Heiliger verehrt.

## Leben

### Familie und Jugend
Sidonius’ namentlich nicht bekannter Vater sowie sein Großvater Apollinaris hatten das hohe Amt eines praefectus praetorio Galliarum, des höchsten Zivilbeamten in der spätrömischen Präfektur Gallien, inne. Die Familie gehörte damit zum gallischen Senatsadel und zählte zur weströmischen Reichselite. Die Ausbildung des Sidonius erfolgte in Lugdunum selbst und in Arelate (heute Arles) in Grammatik und Rhetorik nach dem seit Quintilian geltenden System, in dem eine formale Schulung an brillanten Dichtern und Rednern, mythologischen Stoffen und der römischen sowie der griechischen Geschichte besonders gepflegt wurde. Ob Sidonius über Kenntnisse des Griechischen verfügte, ist umstritten.
Um 452 heiratete Sidonius seine Cousine Papianilla, die Tochter des späteren weströmischen Kaisers Avitus. Aus dieser Ehe gingen vier Kinder hervor, ein Sohn namens Apollinaris sowie die drei Töchter Roscia, Severiana und Alcima. Ein Teil der Mitgift seiner Frau war das Gut Avitacum (wahrscheinlich das heutige Aydat).

### Politisches Wirken
Nachdem sein Schwiegervater Avitus mit Unterstützung der Westgoten, die seit 418 in Aquitanien als foederati siedelten, nach dem Sturz des Kaisers Petronius Maximus 455 selbst den Purpur genommen hatte, folgte Sidonius seinem Schwiegervater nach Rom, wo er zu dessen Ehren am 1. Januar 456 vor dem Senat einen panegyricus vortrug. Avitus belohnte ihn dafür mit der Errichtung eines Bronzestandbildes auf dem forum Traianum. Doch die Herrschaft des Avitus währte nur kurz. Bereits Ende 456 wurde er durch einen Militärputsch gestürzt, Anfang 457 fand er den Tod und wurde wenig später vom bisherigen comes domesticorum Majorian abgelöst, der vom magister militum Ricimer unterstützt wurde.
Viele gallische Aristokraten weigerten sich zunächst, Majorian anzuerkennen, doch Sidonius unterwarf sich wie die übrigen schließlich dem neuen Kaiser und hielt ihm bei seinem Einzug in Lugdunum 458 ebenfalls einen panegyricus. Diese Geste leitet eine neue Phase politischer Aktivitäten im Leben des Sidonius ein, über die kaum Informationen vorliegen. Er war zunächst in einer nicht genauer bekannten Funktion (vielleicht als tribunus et notarius) im Dienst des Kaisers tätig, empfing irgendwann den Titel comes und wurde an die Tafel des Kaisers zugelassen. 460 bezichtigte man ihn, ein anonymes Pamphlet gegen Majorian verfasst zu haben, doch schenkte dieser dem Vorwurf keinen Glauben.
Die überraschende Entmachtung und Hinrichtung Majorians durch Ricimer im August 461 beendete dann für längere Zeit die politische Karriere von Sidonius. Er scheint sich auf seine Domänen in der Auvergne und im Lyonnais zurückgezogen zu haben, wo er sich der Poesie, seinen Freunden und seinen Kindern widmete. In dieser Zeit wandte er sich dem Christentum zu. Vermutlich bekleidete er aber auch in jener Zeit Ämter im öffentlichen Dienst.
Als Sidonius 467 offiziell aufgefordert wurde, sich in Rom einzufinden, zog er als Vorsteher einer Delegation der Auvergne zum neuen Kaiser Anthemius, der nach einem zweijährigen Interregnum mit oströmischer Unterstützung an die Macht gekommen war. Als Symbol der Versöhnung der gallischen mit den italischen Senatoren verfasste Sidonius auch für Anthemius einen panegyricus, den er am 1. Januar 468 vortrug, und wurde von diesem dafür mit dem sehr prestigeträchtigen Amt eines praefectus urbi Romae belohnt. Dieses Amt übte er mindestens einige Monate, vielleicht bis ins Frühjahr 469 aus.
Besonders erfolgreich scheint Sidonius in der Ausübung dieses Amtes nicht gewesen zu sein, aber er wurde nach Ablauf der Stadtpräfektur, wie es Brauch war, mit der hohen Würde eines patricius ausgezeichnet. Der darauf folgende Rückzug aus dem politischen Leben in Rom steht möglicherweise in Zusammenhang mit dem Prozess gegen seinen Freund Arvandus, der sich der Verschwörung mit den Westgoten schuldig gemacht hatte. Während in Italien danach alles auf einen Bürgerkrieg zwischen Anthemius und Ricimer hinauslief, scheint Sidonius nach Gallien zurückgekehrt zu sein, wo sich die Westgoten 468 vom weströmischen Reich losgesagt hatten.

### Bischof von Clermont
Sidonius wandte sich in Folge wieder dem Landleben auf seinem Gut Avitacum zu, unterbrochen von Aufenthalten in Lugdunum und Arverni, der Metropole der Auvergne. Dort baute er sich offenbar Beziehungen zum einflussreichen Bischof Patiens von Lugdunum und anderen Klerikern auf und bekleidete vielleicht sogar eine kirchliche Würde, worauf er 469/470 oder 471 auserwählt wurde, Bischof von Clermont zu werden.
Das große Ansehen seiner Familie und der seines Schwiegervaters, des ehemaligen Kaisers, mochte es bewirkt haben, dass politische Einflussmöglichkeiten, über die er aufgrund seiner Bekannt- bzw. Freundschaft zu Inhabern hoher und höchster weltlicher und geistlicher Ämter verfügte, für seine Wahl ausschlaggebend waren.
Es scheint also fraglich, ob seine Frömmigkeit dabei eine Rolle gespielt hat. Mit der Annahme dieser Wahl wurde Sidonius zum politischen Führer der Auvergne, denn in dieser Zeit der Auflösung der Reichsgewalt war besonders in Gallien das Bischofsamt auch zu einem politischen Amt geworden, weshalb in zunehmendem Maße Angehörige des gallischen Hochadels wegen ihrer Fähigkeiten und Möglichkeiten auf diese Posten berufen wurden. Auf diese Weise wurde die katholische Kirche zur Rückzugstellung des „Römertums“ in Gallien.

#### Widerstand gegen die Westgoten
In der Eigenschaft als Führer und Bischof der Auvergne stellte Sidonius zusammen mit seinem Schwager Ecdicius, den er zum militärischen Führer bestimmte, mit eigenen Mitteln und der Unterstützung anderer Aristokraten eine Truppe auf, und verteidigte erfolgreich während vierer Jahre (471–474) die Auvergne gegen alljährliche Eroberungsversuche durch die arianischen Westgoten unter ihrem König Eurich (II.), der 469 das foedus (Bündnis) von 418 gebrochen hatte und sein Reich bis ans Mittelmeer und an die Rhône zu erweitern suchte (zu Eurichs Bruder und Vorgänger, Theoderich II., hatte Sidonius offenbar gute Beziehungen unterhalten). Nach diesen Ereignissen musste Sidonius seine Hoffnung begraben, dass die römische Ordnung in Gallien mit Hilfe der föderierten Westgoten erhalten werden könne. Vor allem der Arianismus der Goten stieß ihn ab. Deshalb zeichnet sich eine grundlegende Wandlung seiner Identität ab: Weg von der Duldung der arianischen Kirche und vom Prinzip des foedus hin zu römischem Patriotismus und zur katholischen Kirche.
Besonders hervorgetan hat sich Sidonius im Kampf gegen Eurich bei mehreren Belagerungen der Stadt Clermont, deren Bewohner er mit seinen rhetorischen Fähigkeiten immer wieder von neuem ermutigen konnte. Dieser hartnäckige Widerstand einer Region gegen germanische Krieger war im zerfallenden weströmischen Reich eher eine Ausnahme. Der Friedensschluss des römischen Kaisers Julius Nepos (474–475) mit Eurich brachte 474 dann jedoch letzterem nicht nur die Anerkennung seiner Souveränität, sondern auch die Abtretung der Auvergne durch Rom, obwohl Sidonius sich bis zuletzt dagegen aufgelehnt hatte. Er wurde deshalb von Eurich in die Festung Livia bei Carcassonne verbannt.

#### Versöhnung mit den Westgoten
Aus der Verbannung konnte Sidonius nach ein oder zwei Jahren in sein Bistum zurückkehren. Sein Freund Leo, ein Römer, der das Amt des höchsten Verwaltungsbeamten am Hof der Westgoten bekleidete, scheint ihm dabei behilflich gewesen zu sein. Auch sein Landbesitz wurde ihm zurückerstattet, nachdem er 476 in Bordeaux einen panegyricus auf Eurich gehalten hatte. Damit fand sich auch die schillerndste Figur des gallorömischen Widerstandes damit ab, dass das Westgotenreich in Gallien an die Stelle des Imperium Romanum getreten und dass politisch und militärisch am Zerfall Westroms nicht mehr zu rütteln war. Wer in Gallien politisch überleben wollte, hatte sich nun der pax Gothica zu fügen, wobei die gotischen Krieger andererseits auf die Mitarbeit der gallorömischen Elite angewiesen waren. Sidonius lobte so den von Eurich eingesetzten comes Victorius, einen Römer, als seinen Patron in weltlichen, seinen Sohn in kirchlichen Belangen in einem Brief aus dem Jahr 477 überschwänglich und schilderte ihn als einen frommen und mitfühlenden Mann.

#### Späte Jahre und Tod
Die folgenden Jahre bis zu seinem Tode nutzte Sidonius zur Zusammenstellung seiner Briefsammlung, um seinen literarischen Ruhm für die Nachwelt zu erhalten. Kurz vor seinem Ableben wurde Sidonius nach Gregor von Tours noch mit einer Intrige zweier neidischer Priester konfrontiert, die ihn für kurze Zeit seines Amtes beraubten. Er konnte jedoch bald darauf ins Amt zurückkehren. Sein Todesjahr ist nicht genau datierbar, liegt aber irgendwann zwischen 480 und 490.

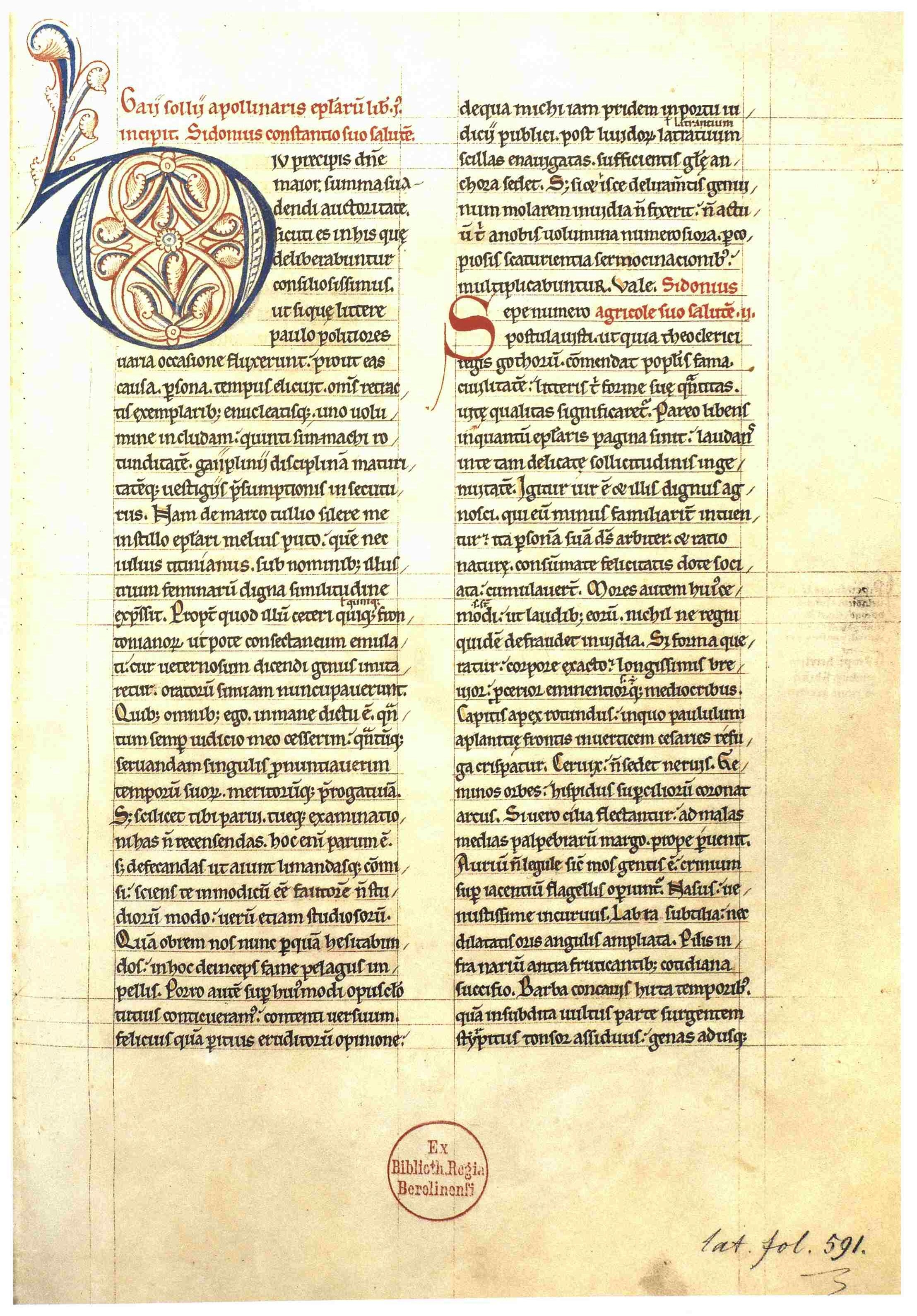
Der Anfang der Briefe des Sidonius in der Handschrift Berlin, Staatsbibliothek, Ms. lat. fol. 591, fol. 1r (Mitte des 12. Jahrhunderts)

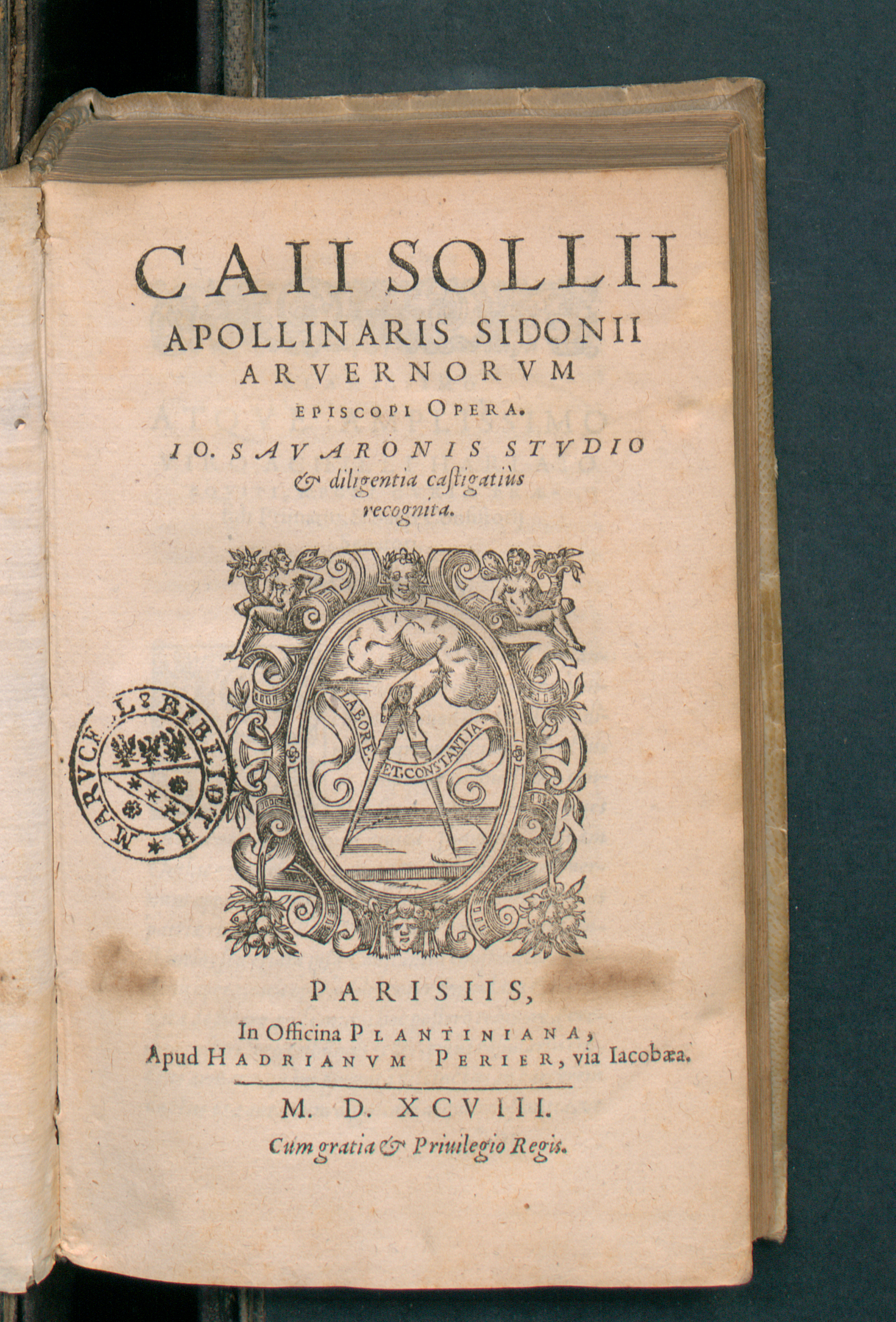
Opera, 1598

## Werke
Die Schriften des Sidonius sind von hohem literarischen Wert und eine unschätzbare Quelle für Informationen über Geschehnisse und Positionen während seines Erwachsenenlebens und über die Verhältnisse Galliens während der ausgehenden Spätantike. Die in älterer Literatur von einem klassizistischen Standpunkt ausgeübte Kritik an dem manieristischen Stil wird von neueren Autoren im Allgemeinen nicht mehr geteilt. Letztere würdigen vor dem Hintergrund postmoderner Diskussionen das literarische Spiel eines auf eine lange und überreiche Tradition zurückblickenden Schriftstellers als anerkennenswerte künstlerische Leistung.
Erhalten ist eine Sammlung von 24 Gedichten in verschiedenen Versmaßen (Distichen, Hexameter, Hendekasyllaben), die aus der Zeit vor Erlangung des Bischofsamtes stammen, und eine umfangreiche Briefsammlung von 147 Stücken in neun Büchern, in die weitere Gedichte inkorporiert sind, aus der späteren Lebensphase ab ca. 470. Die ersten acht der Gedichte sind Panegyrici (Lobreden) im Stil Claudians, die einige wichtige politische Ereignisse dokumentieren. Carmen 7 ist eine Lobrede auf seinen Schwiegervater Avitus zu seiner Erhebung zum Kaiser. Carmen 5 ist eine Lobrede auf Kaiser Majorian, die zeigt, dass Sidonius in der Lage war, Gefühle gegenüber jemandem hintan zu stellen, der für den Tod seines Schwiegervaters verantwortlich war. Carmen 2 ist eine Lobrede auf den Kaiser Anthemius, Teil der Anstrengungen des Sidonius, Stadtpräfekt von Rom zu werden. Die weiteren 16 Gedichte der Sammlung, als nugae (Nichtigkeiten) bezeichnet, sind verschiedenen Inhalts, z. B. Epithalamien, Bitt- und Dankgedichte, Städtelob, Einladungen und anderes. Unter den in Briefe eingefügten Gedichten finden sich u. a. Epitaphien, Kirchweihgedichte, Inschriften und Aufschriften. In den kunstvoll stilisierten, auch humorvollen literarischen Briefen (epistulae), mit denen sich Sidonius bewusst in die Tradition Plinius des Jüngeren und des Symmachus stellt, werden die verschiedensten Themen berührt, auch solche literaturtheoretischer Natur.
Die Briefe bieten ein lebendiges Bild vom hochkultivierten Leben der Aristokratie Galliens in der ausgehenden Spätantike, wobei Sidonius mit mehreren vornehmen Gallorömern in Kontakt stand (unter anderem Ruricius von Limoges). Auch kommen gelegentlich Ohnmachtsgefühle des Verfassers bezüglich des Kollaps des (west)römischen Staates deutlich zum Ausdruck, doch überwiegt durchaus eine heitere Stimmung. Mit einem Abbruch der Kultur und des literarischen Lebens in naher Zukunft rechnet Sidonius keineswegs, sondern erwartet für sich und die von ihm gefeierten oder auch nur erwähnten Persönlichkeiten ewigen Ruhm. Weitere nur durch Erwähnungen bezeugte Schriften wie Märtyrerhymnen, Messen, Reden bzw. Predigten und eine lateinische Bearbeitung der Biografie des Apollonios von Tyana von Philostrat sind nicht zur Ausführung gelangt oder verloren.

## Bedeutung
Die verwandtschaftliche Beziehungen des Sidonius können über mehrere Generationen verfolgt werden, von der Zeit seines Großvaters väterlicherseits, in den Berichten über das Familienvermögen, vom Prominentenstatus im späten Rom bis zum nachfolgenden Abstieg unter den Franken im 6. Jahrhundert. Durch Sidonius, der keinen Zugang in die sich formierende germanische Welt fand und noch stark der spätantiken Tradition verhaftet war, rettete die Kirche wenigstens einen Teil der antiken Kultur für das Mittelalter.
Sidonius Apollinaris wurde schon bald nach seinem Tod als Heiliger verehrt. Sein katholischer Gedenktag ist der 21. August. Er steht am 23. August im Martyrologium Romanum. In Clermont wird der 11. Juli als Jahrestag der Translation seiner Gebeine gefeiert.

## Werkausgaben und Übersetzungen
- Christian Lütjohann (Hrsg.): Auctores antiquissimi 8: Gai Solii Apollinaris Sidonii Epistulae et carmina. Fausti aliorumque epistula ad Ruricium aliosque. Berlin 1887 (Monumenta Germaniae Historica, Digitalisat)
- Sidonius Apollinaris: Poems and Letters. With an English translation, introduction and notes by W. B. Anderson. London 1936–65 (Digitalisat).
- Sidonius Apollinaris: Carm. 22: Burgus Pontii Leontii. Einleitung, Text und Kommentar von Norbert Delhey. Berlin 1993 (Untersuchungen zur antiken Literatur und Geschichte 40).
- Sidonius Apollinaris. Texte établi et traduit par André Loyen. 3 Bände, Collection des Universités de France, Paris 1960–1970.
- Helga Köhler: C. Sollius Apollinaris Sidonius. Briefe. Buch I. Einleitung, Text, Übersetzung, Kommentar. Heidelberg 1995 (Bibliothek der klassischen Altertumswissenschaften. Neue Folge, Reihe 2, Nr. 96).
- Judith Hindermann: Sidonius Apollinaris, Letters, Book 2. Text, Translation, and Commentary, Edinburgh University Press, Edinburgh 2022.
- David Amherdt: Sidoine Apollinaire. Le quatrième livre de la correspondance. Introduction et commentaire. Bern u. a. 2001.
- J.A. van Waarden: Writing to Survive. A Commentary on Sidonius Apollinaris, Letters Book 7. Volume 1: The Episcopal Letters 1-11. Leuven 2010; Volume 2: The Ascetic Letters 12-18. Leuven 2016.
- Helga Köhler: C. Sollius Apollinaris Sidonius. Die Briefe. Eingeleitet, übersetzt und erläutert (Bibliothek der Mittellateinischen Literatur 11). Hiersemann, Stuttgart 2014, ISBN 978-3-7772-1414-6.